# Glendora, California
Glendora este un oraș din California, SUA. Se află la o altitudine de 236 m deasupra nivelului mării. Are o suprafață de 50,654917 km² și 50,654929 km². Populația este de 52.558 locuitori, determinată în 1 aprilie 2020, prin recensământ.